# Alexander Flamberg
Alexander Davidovitch Flamberg est un joueur d'échecs polonais né à Varsovie dans l'Empire russe en 1880 et mort le 24 janvier 1926 à Varsovie.
Champion de Varsovie en 1901, 1902 et 1910 (devant Akiba Rubinstein), il finit deuxième derrière Rubinstein du tournoi de Varsovie en 1912, En 1913, il fut cinquième du championnat de Russie d'échecs (victoire de Rubinstein), puis troisième du championnat russe de janvier 1914, un demi-point derrière les vainqueurs Alexandre Alekhine et Aaron Nimzowitsch. En juillet 1914, il faisait partie des joueurs russes qui participaient au congrès allemand d'échecs de Mannheim. Avec les autres joueurs, il fut surpris par la déclaration de guerre. Interné,  il remporta le tournoi des internés russe à Baden-Baden en 1914.